# Shenmue II
Shenmue II es la continuación del famoso juego creado por Yu Suzuki. El juego está disponible para Sega Dreamcast y para Xbox.

## Argumento
Shenmue II inicia poco después en donde finaliza el primer juego. Mientras Shenmue narra la historia del primer capítulo de la serie, el segundo juego cuenta la historia del tercero, cuarto y quinto capítulos. El segundo capítulo sucede entre Shenmue y Shenmue II durante el viaje de Ryo Hazuki's desde Yokosuka a Hong Kong y solo es mencionado al inicio del juego. Se encuentra disponible como una historieta como un extra en la versión en Xbox del juego.

## Desarrollo
La versión de Dreamcast sólo apareció en los mercados de Japón y Europa, y contaba con cuatro discos GD-ROM. No salió para Dreamcast en EE. UU. pues Sega ya estaba trabajando en la versión para Xbox.
La versión de Xbox es casi igual a la de Dreamcast, con las siguientes diferencias: permite tomar fotografías (snapshots) durante el juego y almacenarlos, de igual manera la versión de Xbox cuenta con un poco más de luces en tiempo real.
La versión de Xbox es muy fácil de encontrar, y fue relanzada al mercado como parte de la serie PLATINUM HITS para Xbox, a un precio reducido.
Luego de la grandiosa fama que ganó la primera parte de este maravilloso videojuego, la historia sigue con más escenarios, más música, más personajes y más situaciones extrañas en las que se verá envuelto nuestro protagonista.

## Personajes
A lo largo de la historia, aparece un gran reparto de personajes (muchos de los cuales aparecerán solo para darte una información, preguntar algo o pedirte ayuda), sin embargo los principales son fácilmente contados con las manos:

### Ryo Hazuki
Este joven de 18 años desea encontrar a Lan Di para vengar la muerte de su padre Iwao Hazuki, pues este en una terrible noche lo asesinó tras amenazar con matar a su hijo. El misterio de la trama se ve envuelto en un par de espejos que yacían escondido en la casa de este joven, lo cual le llevará a la aldea Bailu, lugar donde conocerá a la joven hija del creador de los espejos. Se caracteriza por ser un tanto callado y frío por lo cual es a veces repelente. Es bueno en las artes marciales y bondadoso en el fondo.

### Joy
Joy es una joven millonaria que pasea por los distintos distritos de Hong Kong en su moderna motocicleta. Es amiga de Ren por lo cual en ciertas ocasiones están juntos, aun así este le trata de forma antipática por su personalidad. Ella es conocida en la ciudad, por lo cual en muchas ocasiones la gente le saluda con temor, pues al tratar al líder de una banda de maleantes, es lógico que sea de temer. Aun así es una persona bondadosa, atrevida y divertida. Se caracteriza por su rebeldía, belleza y honestidad.

### Wuying Ren
Ren es un joven de 19 años, muy atractivo y rápido para escapar, sin embargo es el líder de la banda de delincuentes de Beverly Hills Warf llamada The Heavens, por lo cual es temido por los ladrones de la zona. Es fanático de las apuestas, obsesivo con el dinero, escurridizo y repelente casi todo el tiempo, pero aun así es bueno en el fondo. Su peor enemigo es Dou Niu (líder de otra banda de ladrones), un obeso hombre que es la mano derecha de Lan Di.

### Xiuying Hong
Conocida como "Maestro Tao", vive en un templo en el cual Ryo será entrenado. Esta le dio posada al joven y le cuida un par de veces cuando este está en peligro. Su lema es seguir el camino del bien, utilizando las artes marciales para proteger a las personas y no para venganza, por ello discute con Ryo en varias ocasiones, pues le trata de convencerde  que olvide el rencor hacia quien mató a su padre. En el pasado, ésta quedó huérfana de padres y por ello su hermano Ziming decide vengarse, por lo cual la deja sola y terminó viviendo en un orfanato, el mismo del cual ésta adoptó a una pequeña niña que le ayuda en el templo.

### Lan Di
Lan Di, cuyo nombre real es Chan Long, es un hombre que parece conocer un lado misterioso sobre Iwao, el padre de Ryo la cual trata aparentemente del asesinato de su padre a manos del noble peleador Hazuki. Practica una mortal arte marcial que se creía desaparecida, y sigue la huella de los misteriosos espejos del Fénix y el Dragón.

### Shenhua (o Ling Sha Hua)
Es una misteriosa joven que vive en la aldea Bailu en Guilin. Ella aparece en varias ocasiones en los sueños de Ryo (y en los casetes de música que vendían en la ciudad donde vivía Ryo) pero es en esta segunda saga cuando se conocen personalmente. Su padre parece ser el hombre que forjó los espejos del Fénix y el Dragón por lo cual esta se verá envuelta en muchos misterios.

## Guías del Videojuego

### Guía Oficial
La editorial Prima, especializada en publicar guías oficiales para videojuegos, puso a la venta "PRIMA´S OFFICIAL STRATEGY GUIDE: Shenmue II" en inglés. En ella se detalla el paso a paso, para avanzar en el videojuego, y se revela todos sus secretos.

### Guía No Oficial
La siguiente revista española, publicó una guía no oficial del Shenmue II:
- Hobby Consolas Nº124.